# Ariadne (archivio)

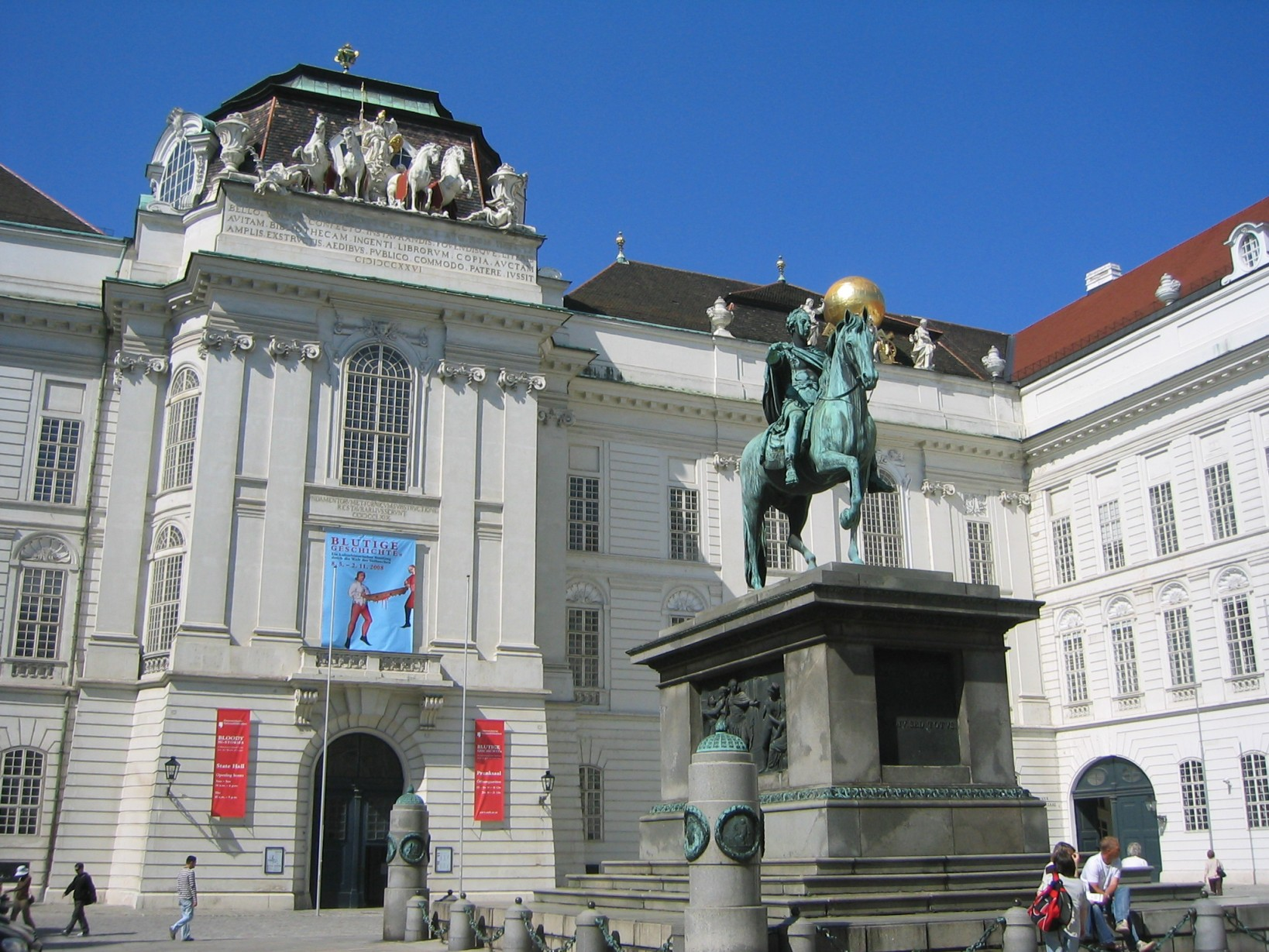
La Biblioteca Nazionale Austriaca dove ha sede Ariadne

Ariadne è un centro di documentazione ospitato dalla Biblioteca Nazionale Austriaca di Vienna specializzato nella storia dei movimenti femminili e negli studi di genere. Fondato da Christa Bittermann-Wille e Helga Hofmann-Weinberger nel 1992, il centro ha realizzato un archivio digitale che offre un'interfaccia per individuare informazioni e fonti fornite da donne e sulle donne.

## Storia
Tra il 1986 e il 1987, Christa Bittermann-Wille e Andrea Fennesz condussero uno studio di fattibilità in collaborazione con il Ministero austriaco della Scienza, sulla creazione di un archivio e un centro di informazioni per le donne. La nascita della seconda ondata femminista e l'istituzione di nuove ricerche femministe nell'accademia fece aumentare l'insoddisfazione a proposito della reperibilità e della profondità delle informazioni e dei materiali sulle donne presenti nelle collezioni delle biblioteche tradizionali. Simili organizzazioni all'estero, come l'Atria Institute di Amsterdam e il FrauenMediaTurm a Colonia, furono prese come ispirazione. Una delle più importanti domande poste agli albori del progetto era se l'intervento dello stato nella raccolta dei documenti sulle donne sarebbe stato accolto come un'imposizione del patriarcato dalle istituzioni che già si occupavano della raccolta di documenti sulle donne. Fu dunque proposto che tale raccolta fosse posta sotto l'egida della Biblioteca Nazionale Austriaca, in quanto era la più grande biblioteca scientifica dello stato. Nel 1991, Bittermann-Wille iniziò una serie di consultazioni con le parti interessate per determinare se il progetto sarebbe stato accolto dalle altre biblioteche, archivi delle donne e i loro curatori e mecenati. Il periodo storico coincideva con la nascita dell'era digitale e archivisti e bibliotecari videro il potenziale della proposta, fintanto che lo Stato non avesse imposto quali materiali avrebbero dovuto essere raccolti e conservati.

## Organizzazione
Ariadne fu fondato da Bittermann-Wille e Helga Hofmann-Weinberger nel 1992 con l'obiettivo di agevolare lo studio di genere e delle donne. Il servizio offre un'interfaccia digitale per la ricerca delle informazioni fornite dalle donne e su di esse. Siccome la tradizionale categorizzazione dei materiali sulle donne spesso ha nascosto lavori rilevanti, prodotto risultati delle ricerche limitati, o non ha rappresentato adeguatamente i lavori sulle donne, sono stati sviluppati nuovi metodi di categorizzazione. Attraverso le reti con gli istituti che si occupano di studi delle donne, storici e scrittori di letteratura, Ariadne iniziò a raccogliere documenti storici per renderli disponibili per lo studio e la ricerca con l'obiettivo di ripristinare la memoria culturale e la visibilità delle donne negli studi e nelle ricerche storiche.
Ariadne funziona come un dipartimento della Biblioteca Nazionale Austriaca e non ha una sala lettura assegnata, ma i documenti non sono tenuti su scaffali separati da quelli delle altre raccolte della biblioteca. Le raccolte iniziarono ad essere digitalizzate e offerte su un portale web nel 2000 per ampliare l'accessibilità. Una limitazione del materiale è che è prevalentemente disponibile in lingua tedesca. Un'altra limitazione è che dal 2006, l'archivio del Bund Österreichischer Frauenvereine (Federazione delle Organizzazioni austriache delle donne), verosimilmente uno dei più grandi archivi di documenti dalla fin de siècle in Austria è rimasto privato e inaccessibile ai membri BOF, accademici e al personale di Ariadne.

## Collezioni e produzioni
Le collezioni di Ariadne contengono lavori redatti dalle donne e riguardanti le donne e i movimenti femminili, gli studi di genere. Nonostante l'accento sia prevalentemente sulle donne austriache, la raccolta dispone anche di documenti sulle donne di altri Paesi.
Il centro di documentazione Ariadne ha avviato e sponsorizzato alcuni progetti digitali:
- Frauen in Bewegung (Donne in Azione)[7] - digitalizzazione dei giornali delle donne, riviste e quotidiani degli anni della Monarchia asburgica (1282–1806); discorsi e documenti relativi ai primi movimenti femminili in Austra; il progetto è in progress.[9] Molti dei giornali contengono informazioni su importanti figure storiche, ma mettono in luce anche attivisti sconosciuti, le associazioni e le attività in cui erano coinvolti.[11]

- ThesaurA fu creato nel 1997 quale indice di termini guida al linguaggio di genere e un riferimento inclusivo che potesse essere usato dagli archivi e dalle biblioteche per semplificare la collocazione e la ricerca dei materiali. L'obiettivo non era quello di rendere semplicemente visibili entrambi i sessi, e nemmeno quello di contare su una consueta categorizzazione al maschile, ma di rendere il genere meno nascosto nella ricerca dei materiali usando nomi collettivi, come lavoratori o movimento.[14]

- KolloquiA fu pubblicato nel 2001 e fornisce un inventario di materiali disponibili, strutture di ricerca e riferimenti didattici per l'informazione sulle donne in Austria. Pensato sia per gli esperti del femminismo e professionisti dell'informazione, il materiale ha il compito di facilitare la ricerca di genere.[15]

- BiographiA - Biografie di donne austriache. Sebbene il progetto BiographiA sia cominciato nel 1998, con la richiesta di redigere le 6500 biografie, la pubblicazione di 4 volumi fu rimandata fino al 2015. Il dizionario biografico offre schizzi biografici di donne austriache dal periodo dei Romani fino al XXI secolo. In aggiunta ai volumi pubblicati, Ariadne ospita un database online di circa 20000 biografie.[16]